# Завоевание царства Шу царством Вэй
Завоевание Шу царством Вэй (кит. трад. 魏滅蜀之戰, упр. 魏灭蜀之战, сентябрь — ноябрь 263) — военная кампания царства Вэй против царства Шу. С падения Шу начался конец эпохи Троецарствия в Китае.

## Предыстория
В 220 году Цао Пэй, низложив последнего императора империи Хань, провозгласил себя императором и стал править как император государства Вэй. Лю Бэй, претендовавший на родство с правящим домом Хань, вскоре объявил себя правителем юго-западной части страны, где образовалось государство Шу. Сунь Цюань стал правителем юго-восточной части Китая, царства У со столицей в Цзянье.
Так как государство Вэй было самым сильным из трёх царств, канцлер Чжугэ Лян из царства Шу инициировал альянс своего государства с царством У, и пытался захватить Вэй, но ему это не удалось. После смерти Чжугэ Ляна его дело продолжил Цзян Вэй из того же царства Шу, но и ему не удалось сокрушить Вэй. Эти кампании истощили царство Шу, в то время как его некомпетентный правитель Лю Шань погряз в развлечениях и забросил государственные дела.
Тем временем в государстве Вэй клан Сыма благодаря многолетнему политическому маневрированию сумел отстранить императоров от реальной власти. Регент царства Вэй Сыма Чжао решил, что успешная кампания по объединению Китая поднимет престиж его рода и покажет, что «мандат Неба» перешёл к клану Сыма, что облегчит формальную передачу трона. Раздражённый постоянными нападениями Цзян Вэя и зная о внутреннем упадке Шу, Сыма Чжао решил, что завоевание Шу станет важным шагом в объединении Поднебесной.

## Ход событий
В 262 году Сыма Чжао объявил о своём намерении завоевать Шу. Большинство членов императорского двора было против, включая генерала Дэн Ая, который в прошлые годы находился на передовой борьбы против Шу, но в поддержку плана высказался Чжун Хуэй, и это стало решающим фактором того, что двор склонился в поддержку решения Сыма Чжао. Затем Сыма Чжао отправил в армию Дэн Ая своего личного секретаря Ши Цуаня, и тот сумел переломить мнение Дэн Ая в пользу кампании.

### Общая стратегическая ситуация

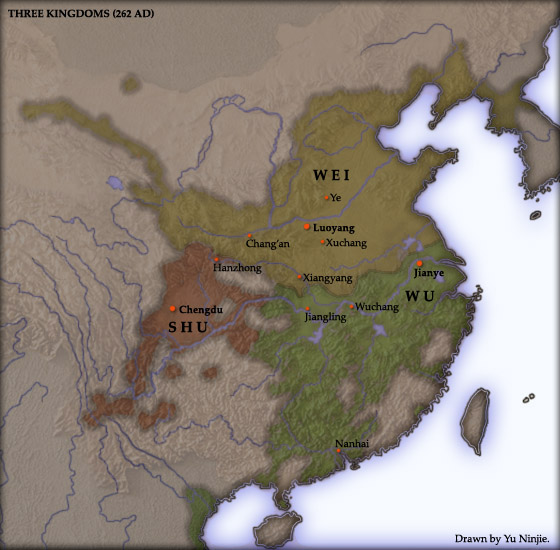
Китай в 262 году

Решение напасть на Шу было результатом тщательного анализа стратегической ситуации. Третье из китайских царств (царство У) было отделено стратегическим барьером — рекой Янцзы — и обладало мощным речным флотом из пяти тысяч судов. У Вэй флота не было, поэтому для нападения на У сначала нужно было построить корабли и обучить моряков, а атаку на Шу можно было осуществить по суше. С ликвидацией Шу царство Вэй могло сосредоточить усилия против У без угрозы с запада. Шу было самым маленьким из китайских царств эпохи Троецарствия, его армия насчитывала всего 100 тысяч человек, что составляло менее половины 230-тысячной армии Вэй.

### План царства Вэй
Для маскировки реальных намерений Сыма Чжао поставил генерала Тан Цзы во главе строительства мощного флота для имитации подготовки кампании против царства У. На самом же деле 200-тысячная армия под командованием Чжун Хуэя сосредоточилась в Гуаньчжуне.
Основной удар должен был наноситься с востока по Ханьчжуну через три горных прохода, после чего объединённые силы должны были наступать в центр Шу. Западная группировка войск должна ударом с четырёх направлений разгромить Цзян Вэя в Тачжуне, а затем соединиться с основными силами. Группировка войск в центре должна была ударить на мост Уцзе, отрезав Цзян Вэю путь к отступлению и не давая ему преградить путь основной атакующей группировке.

### Оборонительные планы царства Шу
В прошлом Вэй Янь разработал механизм отражения неприятельских вторжений за счёт создания «укрытых лагерей» возле путей, ведущих в Ханьчжун. Даже после смерти Вэй Яня Шу продолжало придерживаться этой стратегии, и успешно отражало вторжения Вэй. Однако Цзян Вэй заявил, что конструкция Вэй Яня «может лишь отразить врага, но не даёт большой выгоды». Цзян Вэй предложил в случае атаки со стороны царства Вэй оставить созданные Вэй Янем лагеря и оставить свободными проходы в горах Циньлин, чтобы вэйские войска могли выйти на ханьчжунскую равнину, где они окажутся уязвимыми для контрудара царства Шу. Но оборонительная стратегия Цзян Вэя провалилась, поскольку он не предусмотрел возможности того, что царство Вэй мобилизует силы такого размера, какого он не смог представить.
Перед вэйским вторжением Цзян Вэй получил информацию от разведки о том, что Вэй готовит большое наступление, и написал императору в Чэнду, чтобы Ляо Хуа был отправлен с войсками в Янъаньский проход, а Чжан И — в Иньпин. Однако Лю Шань доверился евнуху Хуан Хао, верившему в магию. Хуан Хао полагал, что Вэй не решится напасть на Шу, и эта уверенность была подтверждена спрошенным шаманом. В результате письмо Цзян Вэя было сохранено в тайне, «чтобы не поднимать ненужной паники». Однако, после некоторого размышления, Лю Шань всё-таки отправил Ляо Хуа и Чжан И с войсками.

### Прелюдия к войне
Осенью 263 года императорским двором Вэй был издан формальный указ о войне с Шу. Сюй И (сын Сюй Чу) был поставлен во главе строительства путей для вэйской армии. Однако дороги оказались построены плохо, а один из мостов чуть не сломался, когда по нему проезжал Чжун Хуэй. В результате Сюй И был казнён по приказу Чжун Хуэя, что многих шокировало, однако Чжун Хуэй тем самым поднял свой собственный авторитет, и в страхе перед суровым наказанием дороги начали строиться с гораздо большей эффективностью.
Когда вэйские войска двинулись на Шу, то план Цзянь Вэя наполовину сработал — войска Вэй беспрепятственно дошли до крепостей Хань и Юэ, куда отступили шуские войска, чтобы потом отрезать вэйцам путь к отступлению. Царство Шу также запросило помощи у царства У, которое для отвлечения вэйских сил быстро атаковало царство Вэй на востоке. Главнокомандующий войсками царства У Дин Фэн-старший атаковал Шоучунь, в то время как генералы Лю Пин и Ши Цзи напали на Южную область, а Дин Фэн-младший и Сунь И — на Мяньчжун. Однако Вэй было готово к этим нападениям, и они не повлияли на общий ход войны.

### Наступление Чжун Хуэя
Дела на восточном фронте, где наносился основной удар, шли вовсе не так, как рассчитывал Цзян Вэй. Когда Чжун Хуэй достиг крепостей Хань (защищаемой Цзян Бинем) и Юэ (защищаемой Ван Ханем), он не попался в расставленную ему ловушку, а оставил 10-тысячный отряд под командованием Ли Фу для блокады крепости Юэ, и 10-тысячный отряд под командованием Сюнь Кая для блокирования крепости Хань, а сам продолжил наступление. Безынициативные шуские командующие выполняли приказ Цзян Вэя об обороне городов, и тем самым позволили основным силам неприятеля пройти дальше.
Цзян Вэй просил императора Лю Шаня отправить Ляо Хуа с войсками к Иньпину, но тот вместо этого послал Ляо Хуа в Тачжун, чтобы спасти Цзян Вэя от полного уничтожения. Силы Цзян Вэя понесли серьёзные потери под ударами вэйских генералов Ван Ци и Ян Цюя, но всё же смогли отступить. Тем временем вэйский генерал Чжугэ Сюй захватил Иньпинский мост. Чтобы вынудить его открыть проход, Цзян Вэй повёл свои войска из Кунханьского ущелья в тыл войскам Чжугэ Сюя, словно собираясь перерезать их коммуникации. Опасаясь этого, Чжугэ Сюй отвёл свои войска на 15 км, а Цзян Вэй тут же повернул обратно и прошёл через мост. Когда Чжугэ Сюй осознал произошедшее, войска Цзян Вэя были уже далеко.
Чжун Хуэй прибыл в Янъань, преодолев сопротивление Дун Цзюэ и Чжан И. Продвижение вглубь неприятельской территории удлиняло коммуникации, что могло в итоге вынудить к отступлению из-за проблем со снабжением, и поэтому он послал авангард под командованием Ху Ле для захвата Гуаньчэна, где были складированы продовольственные запасы шуской армии. Там Цзян Шу, недовольный тем, что его поместили под командование Фу Цяня, перешёл на сторону Вэй и открыл городские ворота. Фу Цянь оказал яростное сопротивление, но погиб в бою, и продовольственные запасы армии Шу оказались в распоряжении армии Вэй; продовольственные проблемы Чжун Хуэя были временно решены. Тем временем Цзян Вэй был ещё на полпути к местам основных сражений. Узнав о падении Гуаньчэна, он изменил направление движения и пошёл к Цзяньгэ, где надеялся задержать врага.
Успехи в Ханьчжуне дали Сыма Чжао основания для принятия 22 октября 263 года в Лояне титула «Цзинь-гун» (晉公). Однако продвижение Чжун Хуэя на Чэнду было остановлено шускими войсками под Цзяньгэ, и ситуация стала патовой.

### Наступление Дэн Ая
Когда Дэн Ай достиг Иньпина, он предложил Чжугэ Сюю вместе с ним отправиться через Цзянъю прямо на Чэнду, оставляя Цзяньгэ в стороне. Однако Чжугэ Сюй счёл план Дэн Ая слишком рискованным. Заявив, что полученный им приказ заключается в уничтожении войск Цзян Вэя, он отправился на восток для соединения с Чжун Хуэем. Однако Чжун Хуэй, желая получить его войска под свою руку, тайно сообщил в столицу о трусливом отказе Чжугэ Сюя сотрудничать с Дэн Аем. В результате Чжугэ Сюй был под арестом отправлен в Лоян, а командование над его войсками было передано Чжун Хуэю. Однако численное превосходство не помогло: горная местность способствовала защищающимся, и 50-тысячное войско Цзян Вэя успешно оборонялось под Цзяньгэ против 130-тысячного войска Чжун Хуэя. Более того, с увеличением количества войск проблемы с их снабжением продовольствием возросли настолько, что Сыма Чжао уже собирался скомандовать отступление. Полагая, что идея Дэн Ая всё равно неосуществима, Чжун Хуэй разрешил ему отправиться на Чэнду через Цзянъю, и даже выделил дополнительные войска.
Местность, по которой собирался идти Дэн Ай, была практически непроходимой. Даже если бы удалось провести войска по горному бездорожью, лишённые снабжения они стали бы лёгкой добычей неприятеля. Однако именно по этой причине там не было войск Шу; более того, зная о проблемах Чжун Хуэя со снабжением, Шу рассчитывало, что вскоре вэйские войска отступят. В результате войск, необходимых для защиты столицы царства, не было выделено. 
Войска Дэн Ая, возглавляемые им лично, достигли Цзянъю после 350-километрового перехода в октябре 263 года. Шокированный их появлением в глубоком тылу Ма Мяо, на котором лежала ответственность за Цзянъю, сдался без боя. Войска Дэн Ая получили столь необходимые им отдых и продовольствие, после чего продолжили движение на Чэнду. Чжугэ Чжань (сын Чжугэ Ляна), находившийся с армией в Фучэне, попытался остановить Дэн Ая в Мяньчжуском проходе, но был разбит и погиб в бою. Путь на Чэнду был открыт.

### Падение Шу
Шуские войска находились далеко на фронте, и появление войск Дэн Ая в Ло вызвало панику при императорском дворе Шу. Одни предлагали уйти в Наньчжун (приграничный регион на стыке современных провинций Сычуань, Юньнань и Гуйчжоу), другие — бежать в восточное царство У, но император Лю Шань в итоге решил капитулировать. Сначала он отправил Чжан Шао (второго сына Чжан Фэя) и Дэн Ляна (сына Дэн Чжи) к Дэн Аю в Ло с императорской печатью Шу, сообщая о намерении сдаться, а затем отправился туда лично, со связанными позади руками и гробом впереди (что символизировало готовность принять смерть). Дэн Ай принял его капитуляцию, развязал ему руки и сжёг гроб.
Цзян Вэй тем временем продолжал обороняться в Цзяньгэ против Чжун Хуэя. Сначала до него дошли вести о разгроме Чжугэ Чжаня, но он не имел информации о судьбе императора. Он решил отступить из Цзяньгэ, чтобы не оказаться зажатым противником с двух сторон, и успешно достиг Бачжоу. Прибыв в уезд Ци, он получил императорский указ, предписывающий ему сдаться.
Тем временем генерал Шэн Сянь из царства У под предлогом помощи и поддержки повёл свою армию на шуский гарнизон в Юнъане, рассчитывая продлить линию обороны царства У вдоль Янцзы на запад. Ло Сянь, управлявший Бадуном, решил, что уские союзники не заслуживают доверия, выстроил линию обороны против У и сдался Вэй, выполнив последний императорский указ Лю Шаня. Уские войска под командованием Лу Кана осаждали гарнизон шесть месяцев, пока вэйский генерал Ху Ле не начал угрожать их линиям снабжения, и они не были вынуждены отступить.

## Итоги и последствия
Соперничество между Дэн Аем и Чжун Хуэем во время завоевания Шу привело к тому, что вскоре после падения Шу Чжун Хуэй восстал против Вэй, рассчитывая стать на территории покорённого Шу независимым от Вэй правителем.